# Policy of Truth
«Policy of Truth» és el vint-i-cinquè senzill de la banda musical Depeche Mode i tercer de l'àlbum Violator, llançat el 7 de maig de 1990. És també el quart (després de «Strangelove», «Never Let Me Down Again» i «Personal Jesus») pista en l'estil de rock. Malgrat el seu èxit comercial, la cançó no fou inclosa en recopilatoris de grans èxits posteriors com The Best Of, Volume 1 (2006).
Es tracta d'un tema plantejat per ser ballable però amb una lletra que recorda a les èpoques anteriors de la banda, quan experimentava amb sons durs i lletres crítiques del seu temps. No es tracta d'una cançó sobre política sinó sobre idees, reclams i sobre la forma d'arreglar les coses. Tanmateix, el ritme de la melodia i les harmonies realitzats amb els efectes que proporcionen els sintetitzadors provoquen que la lletra passi força desapercebuda.
Paradoxalment, malgrat tenir menys èxit comercial que els dos primers senzills de l'àlbum, aquest és l'únic senzill de Depeche Mode que va arribar més amunt en la llista estatunidenca que en la britànica (15 i 16 respectivament). El DJ francès François Kevorkian va editar una remescla que també fou inclosa en el senzill, una mica més llarga i amb un tempo més lent. La banda d'acid house The KLF va realitzar la remescla The Trancentral Mix, mentre que la remescla Capitol Mix utilitza el sample "I want to tell you my side of the case" provinent del discurs conegut com a "Checkers speech" de Richard Nixon (1952). De la cançó també s'han realitzat diverses versions cover per altres músics com per exemple les bandes Trapt i Dishwalla, o l'artista Sylvain Chauveau.
La cara-B fou la cançó instrumental «Kaleid» (provinent de la paraula kaleidoscope, en català calidoscopi), que també disposa de diverses remescles en el senzill.
El videoclip fou dirigit per l'habitual Anton Corbijn, i també fou inclòs en la compilació de videoclips Strange Too.

## Llista de cançons
7"/Casset: Mute/Bong19, Mute/CBong19 (Regne Unit), Sire/Reprise 19842-4 i Sire/Reprise 19842-7 (Estats Units)
1. "Policy Of Truth" − 5:08
2. "Kaleid " − 4:16

12": Mute/12Bong19 (Regne Unit)
1. "Policy Of Truth" (Beat Box) − 7:13
2. "Policy Of Truth" (Capitol Mix) − 8:00
3. "Kaleid" (When Worlds Mix) − 5:23

12": Mute/L12Bong19 (Regne Unit)
1. "Policy Of Truth" (Trancentral Mix) − 6:02
2. "Kaleid" (Remix) − 4:36
3. "Policy Of Truth" (Pavlov's Dub) − 5:53

12": Sire/Reprise 21534-0 (Estats Units)
1. "Policy Of Truth" (Capitol Mix) − 8:00
2. "Policy Of Truth" (Pavlov's Dub) − 5:53
3. "Policy Of Truth" (Beat Box) − 7:13
4. "Kaleid" (When Worlds Mix) − 5:23

Casset: Sire/Reprise 21534-4 (Estats Units)
1. "Policy Of Truth" − 5:08
2. "Policy Of Truth" (Pavlov's Dub) − 5:53
3. "Policy Of Truth" (Beat Box) − 7:13
4. "Kaleid" (When Worlds Mix) − 5:23

CD: Mute/CDBong19 (Regne Unit)
1. "Policy Of Truth" (Beat Box) − 7:13
2. "Policy Of Truth" (Capitol Mix) − 8:00
3. "Kaleid" (Remix) − 4:36

CD: Mute/LCDBong19 (Regne Unit)
1. "Policy Of Truth" (Trancentral Mix) − 6:02
2. "Kaleid" (When Worlds Mix) − 5:23
3. "Policy Of Truth" (Pavlov's Dub) − 5:53
4. "Policy Of Truth" − 5:08
5. "Kaleid" − 4:16

CD: Sire/Reprise 21534-2 (Estats Units)
1. "Policy Of Truth" − 5:08
2. "Policy Of Truth" (Capitol Mix) − 8:00
3. "Policy Of Truth" (Beat Box) − 7:13
4. "Kaleid" (Remix) − 4:36
5. "Policy Of Truth" (Trancentral Mix) − 6:02

CD: Mute/CDBong19X (Regne Unit, 2004) i Reprise/CDBong19/R2-78893A (Estats Units, 2004)
1. "Policy Of Truth" − 5:08
2. "Kaleid" − 4:16
3. "Policy Of Truth" (Beat Box) − 7:13
4. "Policy Of Truth" (Capitol Mix) − 8:00
5. "Kaleid" (When Worlds Mix) − 5:23
6. "Policy Of Truth" (Trancentral Mix) − 6:02
7. "Kaleid" (Remix) − 4:36
8. "Policy Of Truth" (Pavlov's Dub) − 5:53